# Liste des BB 22200
Cette page est une annexe de l'article « BB 22200 ».
Cette liste recense les éléments du parc de locomotives électriques BB 22200, matériel roulant de la Société nationale des chemins de fer français (SNCF).

## État du matériel au17 mai 2025
| Dépôts | Désignation                    | Ville                                 | Nombre de machines |
| ------ | ------------------------------ | ------------------------------------- | ------------------ |
| SFT    | STF Masteris                   | Strasbourg                            | 8 machines         |
| SLI    | STF Infrarail                  | Chalindrey - Villeneuve-Saint-Georges | 18 machines        |
| SHF    | STF Hauts-de-France            | Lens - Longueau                       | 20 machines        |
| SNU    | STF Transilien ligne N et U    | Villeneuve-Saint-Georges              | 2 machines         |
| SPC    | STF Provence-Alpes-Côte d'Azur | Marseille                             | 14 machines        |
| SRA    | STF Rhône-Alpes                | Lyon                                  | 32 machines        |
| STA    | STF Alsace                     | Strasbourg                            | 10 machines        |
| SVI    | STF Voyages - Intercités       | Villeneuve-Saint-Georges              | 47 machines        |

| Motrice      | Mise en service   | Radiation         | Livrée           | STF | Baptême (Date)                         | Activité            |
| ------------ | ----------------- | ----------------- | ---------------- | --- | -------------------------------------- | ------------------- |
| BB 22201     | 27 décembre 1976  | 12 janvier 2012   | Béton            | /   | /                                      | /                   |
| BB 22202     | 15 mai 1977       | 12 janvier 2012   | Béton            | /   | Oyonnax (4 mai 1985)                   | /                   |
| BB 22203     | 6 mai 1977        | 12 janvier 2012   | Béton            | /   | /                                      | /                   |
| BB 22204     | 20 mai 1977       | 12 janvier 2012   | Béton            | /   | /                                      | /                   |
| BB 22205     | 30 mai 1977       | 12 janvier 2012   | Béton            | /   | /                                      | /                   |
| BB 22206     | 20 mai 1977       | 12 janvier 2012   | Béton            | /   | /                                      | /                   |
| BB 22207     | 1er juin 1977     | 12 janvier 2012   | Béton            | /   | /                                      | /                   |
| BB 22208     | 3 juin 1977       | 15 septembre 2022 | Béton            | /   | /                                      | /                   |
| BB 22209Mux  | 5 juin 1977       | /                 | Grise            | SRA | /                                      | TER Rhône-Alpes     |
| BB 22210     | 15 juin 1977      | 12 janvier 2012   | Béton            | /   | /                                      | /                   |
| BB 22211     | 15 juin 1977      | 12 janvier 2012   | Béton            | /   | /                                      | /                   |
| BB 22212     | 20 juin 1977      | /                 | Infra            | SLI | /                                      | Infra               |
| BB 22213     | 11 juillet 1977   | 12 janvier 2012   | Béton            | /   | /                                      | /                   |
| BB 22214Mux  | 15 juillet 1977   | /                 | En Voyage        | SRA | Dôle (Report de la CC 6574)            | TER Rhône-Alpes     |
| BB 22215     | 25 juillet 1977   | 12 janvier 2012   | Béton            | /   | /                                      | /                   |
| BB 22216     | 17 juillet 1977   | 17 janvier 2012   | Béton            | /   | Lagny-sur-Marne (23 mai 1992)          | /                   |
| BB 22217     | 17 juillet 1977   | 1er février 2013  | Béton            | /   | /                                      | /                   |
| BB 22218     | 1er août 1977     | /                 | PAC Transilien   | SNU | Fourmies (15 octobre 1978)             | IDF                 |
| BB 22219     | 22 juillet 1977   | 12 janvier 2012   | Béton            | /   | Albertville (19 août 1978)             | /                   |
| BB 22220     | 1er août 1977     | 21 janvier 1993   | Béton            | /   | /                                      | /                   |
| BB 22221     | 9 septembre 1977  | 12 janvier 2012   | Béton            | /   | /                                      | /                   |
| BB 22222     | 10 octobre 1977   | 12 janvier 2012   | Béton            | /   | /                                      | /                   |
| BB 22223     | 17 octobre 1977   | /                 | PAC Transilien   | SNU | /                                      | IDF                 |
| BB 22224     | 22 octobre 1977   | 12 janvier 2012   | Béton            | /   | /                                      | /                   |
| BB 22225     | 23 octobre 1977   | 12 janvier 2012   | Béton            | /   | /                                      | /                   |
| BB 22226     | 29 octobre 1977   | 12 janvier 2012   | Béton            | /   | /                                      | /                   |
| BB 22227     | 30 octobre 1977   | /                 | Grise            | SVI | /                                      | Intercités          |
| BB 22228     | 5 décembre 1977   | /                 | Grise            | SVI | /                                      | Intercités          |
| BB 22229     | 4 novembre 1977   | /                 | Grise            | SVI | /                                      | Intercités          |
| BB 22230     | 12 novembre 1977  | /                 | Grise            | SVI | /                                      | Intercités          |
| BB 22231     | 9 décembre 1977   | /                 | Grise            | SVI | /                                      | Intercités          |
| BB 22232     | 20 novembre 1977  | /                 | Grise            | SVI | /                                      | Intercités          |
| BB 22233     | 20 novembre 1977  | /                 | Grise            | SVI | /                                      | CIC                 |
| BB 22234     | 20 novembre 1977  | /                 | Béton            | SVI | /                                      | CIC                 |
| BB 22235RC   | 29 novembre 1977  | /                 | Grand Est        | STA | /                                      | TER Grand Est       |
| BB 22236RC   | 29 novembre 1977  | /                 | Grand Est        | STA | /                                      | TER Grand Est       |
| BB 22237     | 29 novembre 1977  | /                 | Grise            | SVI | /                                      | Intercités          |
| BB 22238     | 28 décembre 1977  | /                 | Ouigo            | SVI | /                                      | CIC                 |
| BB 22239     | 2 janvier 1978    | /                 | Ouigo            | SVI | Lons-le-Saunier (30 avril 1983)        | CIC                 |
| BB 22240     | 19 décembre 1977  | /                 | Ouigo3           | SVI | /                                      | CIC                 |
| BB 22241RC   | 14 décembre 1977  | /                 | N-PdC            | SHF | /                                      | TER Hauts-de-France |
| BB 22242Mux  | 26 décembre 1977  | /                 | Grise            | SPC | en location pour SRA                   | TER PACA            |
| BB 22243RC   | 2 janvier 1978    | /                 | PACA             | SHF | /                                      | TER Hauts-de-France |
| BB 22244     | 9 janvier 1978    | 2025              | Grise            |     | /                                      |                     |
| BB 22245Mux  | 2 janvier 1978    | /                 | Grise            | SPC | /                                      | TER PACA            |
| BB 22246RC   | 9 janvier 1978    | /                 | N-PdC            | SHF | /                                      | TER Hauts-de-France |
| BB 22247Mux  | 20 janvier 1978   | /                 | Grise            | SPC | /                                      | TER PACA            |
| BB 22248RMux | 17 janvier 1978   | /                 | Grise            | SRA | /                                      | TER Rhône-Alpes     |
| BB 22249Mux  | 16 janvier 1978   | /                 | Grise            | SRA | Velaux (4 avril 1992)                  | TER Rhône-Alpes     |
| BB 22250RC   | 17 janvier 1978   | /                 | PACA             | SHF | /                                      | TER Hauts-de-France |
| BB 22251     | 25 mars 1978      | /                 | Grise            | SLI | /                                      | Matériels           |
| BB 22252RC   | 23 janvier 1978   | /                 | PACA             | SHF | /                                      | TER Hauts-de-France |
| BB 22253     | 23 janvier 1978   | 25 juillet 2008   | Béton            | /   | /                                      | /                   |
| BB 22254RC   | 12 mars 1978      | /                 | N-PdC            | SHF | /                                      | TER Hauts-de-France |
| BB 22255RC   | 23 janvier 1978   | /                 | N-PdC            | SHF | /                                      | TER Hauts-de-France |
| BB 22256RC   | 29 janvier 1978   | /                 | PACA             | SHF | Rognac (4 avril 1992)                  | TER Hauts-de-France |
| BB 22257Mux  | 29 janvier 1978   | /                 | Grise            | SRA | /                                      | TER Rhône-Alpes     |
| BB 22258RC   | 14 février 1978   | /                 | PACA             | SHF | /                                      | TER PACA            |
| BB 22259RC   | 14 février 1978   | /                 | Grand Est        | STA | /                                      | TER Grand Est       |
| BB 22260Mux  | 6 février 1978    | /                 | Grise            | SRA | /                                      | TER Rhône-Alpes     |
| BB 22261RC   | 6 février 1978    | /                 | PACA             | SHF | /                                      | TER Hauts-de-France |
| BB 22262RC   | 10 février 1978   | /                 | N-PdC            | SHF | /                                      | TER Hauts-de-France |
| BB 22263RC   | 13 février 1978   | /                 | Grand Est        | STA | /                                      | TER Grand Est       |
| BB 22264Mux  | 20 février 1978   | /                 | En Voyage        | SRA |                                        | TER Rhône-Alpes     |
| BB 22265RC   | 10 mars 1978      | /                 | N-PdC            | SHF | /                                      | TER Hauts-de-France |
| BB 22266Mux  | 26 février 1978   | /                 | En Voyage        | SRA | /                                      | TER Rhône-Alpes     |
| BB 22267     | 3 mars 1978       | 2 mars 2013       | Béton            | /   | La Ciotat (9 mai 1992)                 | /                   |
| BB 22268RC   | 8 mars 1978       | /                 | N-PdC            | SHF | /                                      | TER Hauts-de-France |
| BB 22269Mux  | 25 mars 1978      | /                 | En Voyage        | SRA | /                                      | TER Rhône-Alpes     |
| BB 22270RC   | 11 avril 1978     | /                 | Grand Est        | STA | /                                      | TER Grand Est       |
| BB 22271Mux  | 21 avril 1978     | /                 | Grise            | SRA | /                                      | TER Rhône-Alpes     |
| BB 22272     | 21 avril 1978     | /                 | Grise            | SVI | /                                      | CIC                 |
| BB 22273RC   | 11 avril 1978     | /                 | N-PdC            | SHF | /                                      | TER Hauts-de-France |
| BB 22274     | 5 juin 1978       | /                 | Grise            | SVI | /                                      | CIC                 |
| BB 22275     | 16 mai 1978       | /                 | Fret             | SFT | Fret                                   | Naviland cargo      |
| BB 22276RC   | 7 avril 1979      | /                 | PACA             | STA | Dijon (20 avril 1979)                  | TER Grand Est       |
| BB 22277     | 8 avril 1979      | /                 | Infra            | SLI | Is-sur-Tille (22 avril 1979)           | Infra               |
| BB 22278RC   | 19 mai 1979       | 17 décembre 2024  | N-PdC            | /   | /                                      | TER Hauts-de-France |
| BB 22279     | 26 avril 1979     | 17 octobre 1983   | Béton            | /   | /                                      | /                   |
| BB 22280     | 7 mai 1979        | /                 | Béton            | SVI | Hazebrouck (15 septembre 1979)         | CIC                 |
| BB 22281     | 5 mai 1979        | 1er décembre 2013 | Béton            | /   | /                                      | /                   |
| BB 22282RC   | 11 mai 1979       | /                 | Grand Est        | STA | /                                      | TER Grand Est       |
| BB 22283     | 21 mai 1979       | 1er juin 2007     | Béton            | /   | /                                      | /                   |
| BB 22284RC   | 17 mai 1979       | /                 | N-PdC            | SHF | Gevrey-Chambertin (24 janvier 1980)    | TER Hauts-de-France |
| BB 22285RC   | 18 mai 1979       | /                 | N-PdC            | SHF | Chantilly (15 juin 1980)               | TER Hauts-de-France |
| BB 22286RC   | 28 mai 1979       | /                 | N-PdC            | SHF | Béthune (8 juin 1980)                  | TER Hauts-de-France |
| BB 22287     | 15 juin 1979      | /                 | Grise            | SLI | Saint-Jean-de-Maurienne (28 juin 1980) | Infra               |
| BB 22288     | 14 juin 1979      | /                 | Infra            | SLI | Louhans (4 octobre 1980)               | Infra               |
| BB 22289     | 21 juin 1979      | 1er décembre 2013 | Béton            | /   | /                                      | /                   |
| BB 22290     | 20 juin 1979      | 1er décembre 2013 | Béton            | /   | /                                      | /                   |
| BB 22291     | 27 juin 1979      | 1er décembre 2013 | Béton            | /   | La Ferté-Alais (21 janvier 1984)       | /                   |
| BB 22292     | 29 juin 1979      | /                 | Infra            | SLI | /                                      | Infra               |
| BB 22293RC   | 11 juillet 1979   | /                 | N-PdC            | SHF | /                                      | TER Hauts-de-France |
| BB 22294     | 12 juillet 1979   | /                 | Béton            | SVI | /                                      | CIC                 |
| BB 22295     | 13 juillet 1979   | /                 | Infra            | SLI | /                                      | Infra               |
| BB 22296RC   | 13 juillet 1979   | /                 | N-PdC            | SHF | /                                      | TER Hauts-de-France |
| BB 22297     | 19 juillet 1979   | /                 | Infra            | SLI | /                                      | Infra               |
| BB 22298RC   | 6 septembre 1979  | /                 | Grand Est        | STA | /                                      | TER Grand Est       |
| BB 22299     | 7 septembre 1979  | /                 | Infra            | SLI | /                                      | Infra               |
| BB 22300     | 7 septembre 1979  | /                 | Infra            | SLI | Chalon-sur-Saône (9 mai 1981)          | Infra               |
| BB 22301RC   | 10 septembre 1979 | /                 | Grand Est        | STA | Villeneuve-d'Ascq (13 septembre 1981)  | TER Grand Est       |
| BB 22302     | 17 septembre 1979 | /                 | Infra            | SLI | Rive-de-Gier (21 novembre 1981)        | Infra               |
| BB 22303RC   | 24 septembre 1979 | /                 | N-PdC            | SHF | Croix (22 mai 1982)                    | TER Hauts-de-France |
| BB 22304     | 21 septembre 1979 | 8 octobre 2015    | Corail +         | /   | /                                      | /                   |
| BB 22305RC   | 8 décembre 1979   | /                 | Grand Est        | STA | Saint-Rambert-d'Albon (19 juin 1982)   | TER Grand Est       |
| BB 22306     | 13 décembre 1979  | 1er décembre 2013 | Béton            | /   | /                                      | /                   |
| BB 22307Mux  | 8 décembre 1979   | /                 | En Voyage        | SPC | Le Teil (6 novembre 1982)              | TER PACA            |
| BB 22308Mux  | 20 décembre 1979  | /                 | En Voyage        | SPC | Gisors (25 septembre 1982)             | TER PACA            |
| BB 22309Mux  | 21 décembre 1979  | /                 | En Voyage        | SPC | /                                      | TER PACA            |
| BB 22310Mux  | 14 décembre 1979  | /                 | En Voyage        | SPC | /                                      | TER PACA            |
| BB 22311Mux  | 24 janvier 1980   | /                 | En Voyage        | SPC | Pierrefitte (7 mai 1985)               | TER PACA            |
| BB 22312Mux  | 22 décembre 1979  | /                 | En Voyage        | SPC | Antibes/Juan-les-Pins (26 avril 1980)  | TER PACA            |
| BB 22313Mux  | 23 décembre 1979  | /                 | En Voyage        | SRA | Digne-les-Bains (7 juin 1980)          | TER Rhône-Alpes     |
| BB 22314Mux  | 12 janvier 1980   | /                 | En Voyage        | SRA | Tain-l'Hermitage (9 juin 1981)         | TER Rhône-Alpes     |
| BB 22315Mux  | 11 janvier 1980   | 14 octobre 2013   | En Voyage        | /   | Miramas (10 mai 1980)                  | /                   |
| BB 22316Mux  | 8 février 1980    | /                 | En Voyage        | SRA | Lomme (6 septembre 1980)               | TER Rhône-Alpes     |
| BB 22317     | 21 janvier 1980   | /                 | Béton            | SVI | La Tour-du-Pin (16 mai 1981)           | Intercités          |
| BB 22318     | 29 janvier 1980   | /                 | Béton            | SVI | Carpentras (12 juillet 1980)           | Intercités          |
| BB 22319     | 2 février 1980    | /                 | Béton            | SVI | Sorgues-sur-Ouvèze (21 mars 1981)      | Intercités          |
| BB 22320     | 7 février 1980    | /                 | Béton            | SVI | Istres (20 juin 1981)                  | CIC                 |
| BB 22321     | 23 février 1980   | /                 | Béton            | SVI | Belleville-sur-Saône (23 mai 1981)     | Intercités          |
| BB 22322     | 23 février 1980   | 20 décembre 2019  | Béton            | /   | Bollène (4 juillet 1981)               | Intercités          |
| BB 22323     | 24 février 1980   | /                 | Ouigo5           | SVI | Cagnes-sur-Mer (21 novembre 1981)      | CIC                 |
| BB 22324     | 22 février 1980   | /                 | Ouigo6           | SVI | Lannion (9 octobre 1982)               | CIC                 |
| BB 22325     | 9 mars 1980       | /                 | Grise            | SVI | Champigny-sur-Marne (13 février 1982)  | CIC                 |
| BB 22326     | 16 mars 1980      | /                 | Béton            | SVI | /                                      | CIC                 |
| BB 22327     | 23 mars 1980      | /                 | Béton            | SVI | /                                      | CIC                 |
| BB 22328     | 23 mars 1980      | /                 | Béton            | SVI | /                                      | CIC                 |
| BB 22329     | 23 mars 1980      | /                 | Béton            | SVI | Quimper (15 mai 1982)                  | CIC                 |
| BB 22330     | 10 mai 1980       | /                 | Béton            | SVI | /                                      | CIC                 |
| BB 22331     | 30 mars 1980      | /                 | Béton            | SVI | /                                      | CIC                 |
| BB 22332     | 7 avril 1980      | /                 | Ouigo7           | SVI | /                                      | CIC                 |
| BB 22333     | 13 avril 1980     | /                 | Béton            | SVI | /                                      | CIC                 |
| BB 22334     | 24 avril 1980     | /                 | Béton            | SVI | /                                      | CIC                 |
| BB 22335     | 25 avril 1980     | /                 | Ouigo8           | SVI | /                                      | CIC                 |
| BB 22336     | 10 mai 1980       | 10 novembre 1991  | Béton            | /   | /                                      | /                   |
| BB 22337     | 8 mai 1980        | /                 | Béton            | SVI | /                                      | CIC                 |
| BB 22338     | 10 mai 1980       | /                 | Grise            | SVI | /                                      | CIC                 |
| BB 22339     | 26 mai 1980       | /                 | Béton            | SVI | /                                      | CIC                 |
| BB 22340     | 23 mai 1980       | /                 | Ouigo9           | SVI | Cavaillon (1er février 1986)           | CIC                 |
| BB 22341     | 1er juin 1980     | /                 | Béton            | SVI | /                                      | CIC                 |
| BB 22342     | 13 juin 1980      | /                 | Béton            | SVI | Carnoules                              | CIC                 |
| BB 22343     | 13 septembre 1980 | /                 | Béton            | SVI | /                                      | CIC                 |
| BB 22344     | 15 septembre 1980 | /                 | Béton            | SVI | /                                      | CIC                 |
| BB 22345     | 22 juin 1980      | /                 | Béton            | SVI | /                                      | CIC                 |
| BB 22346     | 22 juin 1980      | /                 | Béton            | SVI | Aubagne (27 avril 1985)                | CIC                 |
| BB 22347     | 27 juin 1980      | /                 | Ouigo10          | SVI | /                                      | CIC                 |
| BB 22348     | 5 juillet 1980    | /                 | Béton            | SVI | Saint-Martin-de-Crau (27 juin 1987)    | CIC                 |
| BB 22349     | 5 juillet 1980    | /                 | Béton            | SVI | /                                      | CIC                 |
| BB 22350Mux  | 3 octobre 1980    | /                 | En Voyage        | SRA | /                                      | TER Rhône-Alpes     |
| BB 22351Mux  | 20 avril 1983     | /                 | En Voyage        | SPC | Valognes (11 juin 1983)                | TER PACA            |
| BB 22352     | 30 avril 1983     | 11 décembre 2016  | Béton            | /   | Sablé-sur-Sarthe (26 octobre 1984)     | /                   |
| BB 22353Mux  | 5 mai 1983        | /                 | Grise            | SRA | Plaisir (17 novembre 1984)             | TER Rhône-Alpes     |
| BB 22354Mux  | 17 juin 1983      | /                 | En Voyage        | SRA | Ancenis (30 juin 1984)                 | TER Rhône-Alpes     |
| BB 22355Mux  | 22 juin 1983      | /                 | Grise            | SRA | Sèvres (22 octobre 1988)               | TER Rhône-Alpes     |
| BB 22356Mux  | 24 juin 1983      | /                 | En Voyage        | SRA | Lorient (17 décembre 1983)             | TER Rhône-Alpes     |
| BB 22357Mux  | 29 juin 1983      | /                 | En Voyage        | SRA | /                                      | TER Rhône-Alpes     |
| BB 22358Mux  | 30 juin 1983      | /                 | Grise            | SRA | /                                      | TER Rhône-Alpes     |
| BB 22359Mux  | 6 juillet 1983    | /                 | En Voyage        | SPC |                                        | TER PACA            |
| BB 22360Mux  | 12 juillet 1983   | /                 | En Voyage        | SRA |                                        | TER Rhône-Alpes     |
| BB 22361Mux  | 11 août 1983      | /                 | En Voyage        | SPC |                                        | TER PACA            |
| BB 22362Mux  | 19 octobre 1983   | /                 | Grise            | SRA | /                                      | TER Rhône-Alpes     |
| BB 22363Mux  | 2 septembre 1983  | /                 | Grise            | SRA | /                                      | TER Rhône-Alpes     |
| BB 22364Mux  | 21 septembre 1983 | /                 | Grise            | SRA | /                                      | TER Rhône-Alpes     |
| BB 22365     | 23 septembre 1983 | 8 octobre 2015    | Fret             | /   | /                                      | /                   |
| BB 22366     | 29 septembre 1983 | /                 | Infra            | SLI | Malakoff (5 novembre 1983)             | Infra               |
| BB 22367     | 13 octobre 1983   | /                 | Infra            | SLI | 5e Régiment du Génie (20 mai 1989)     | Infra               |
| BB 22368     | 17 novembre 1983  | /                 | Béton            | SFT | Fret                                   | Naviland cargo      |
| BB 22369     | 27 octobre 1983   | 1er décembre 2013 | Fret             | /   | /                                      | /                   |
| BB 22370     | 1er décembre 1983 | 5 octobre 2015    | Béton            | /   | Thouars (15 avril 1988)                | /                   |
| BB 22371     | 29 novembre 1983  | 5 octobre 2015    | Béton            | /   | Ladoix-Serrigny (20 avril 1982)        | /                   |
| BB 22372     | 6 décembre 1983   | 28 décembre 2012  | Béton            | /   | Mauriac (7 juillet 1984)               | /                   |
| BB 22373     | 22 décembre 1983  | 5 août 2015       | Béton            | /   | Aulnay-sous-Bois (17 novembre 1984)    | /                   |
| BB 22374     | 20 décembre 1983  | 2 novembre 2016   | Béton            | /   | Noyon (23 juin 1984)                   | /                   |
| BB 22375     | 28 décembre 1983  | /                 | Béton            | SFT | Méricourt (16 septembre 1984)          | Naviland cargo      |
| BB 22376     | 20 janvier 1984   | /                 | Béton            | SFT | Douai (26 septembre 1984)              | Naviland cargo      |
| BB 22377     | 3 février 1984    | 1er décembre 2013 | Béton            | /   | Roubaix (20 octobre 1984)              | /                   |
| BB 22378     | 10 février 1984   | /                 | Infra            | SLI | Le Quesnoy (1er décembre 1984)         | Infra               |
| BB 22379     | 15 janvier 1986   | /                 | Infra            | SLI | /                                      | Infra               |
| BB 22380     | 15 janvier 1986   | /                 | Infra            | SLI | /                                      | Infra               |
| BB 22381     | 31 juillet 1985   | 1er décembre 2013 | Béton            | /   | Le Bourget (21 septembre 1985)         | /                   |
| BB 22382     | 13 août 1985      | /                 | Béton            | SFT | Clermont de l'Oise                     | Naviland cargo      |
| BB 22383     | 10 septembre 1985 | /                 | Infra            | SLI | Bully-les-Mines (14 juin 1986)         | Infra               |
| BB 22384     | 23 octobre 1985   | 17 décembre 2019  | Béton            | /   | Saint-André-lez-Lille (4 mai 1986)     | /                   |
| BB 22385     | 4 décembre 1985   | /                 | Béton            | SFT | Longueau (26 avril 1986)               | Naviland cargo      |
| BB 22386     | 26 novembre 1985  | 4 septembre 2018  | Béton            | /   | Bailleul (20 septembre 1986)           | /                   |
| BB 22387     | 12 décembre 1985  | 17 décembre 2019  | Corail +         | /   | Liévin (28 septembre 1986)             | /                   |
| BB 22388     | 28 novembre 1985  | /                 | Béton            | SFT | Somain (29 novembre 1986)              | Naviland cargo      |
| BB 22389     | 2 décembre 1985   | /                 | Béton            | SFT | Comines (16 mai 1987)                  | Naviland cargo      |
| BB 22390     | 11 décembre 1985  | 5 octobre 2015    | Béton            | /   | Lesquin (14 mars 1987)                 | /                   |
| BB 22391Mux  | 5 décembre 1985   | /                 | En Voyage        | SRA | Hirson (23 mai 1987)                   | TER Rhône-Alpes     |
| BB 22392Mux  | 18 décembre 1985  | /                 | En Voyage        | SRA | Charles Tellier (17 mars 1987)         | TER Rhône-Alpes     |
| BB 22393Mux  | 23 décembre 1985  | /                 | En Voyage        | SRA | Pont-à-Vendin (19 septembre 1987)      | TER Rhône-Alpes     |
| BB 22394Mux  | 27 décembre 1985  | /                 | En Voyage        | SRA | Joinville-le-Pont (13 juin 1987)       | TER Rhône-Alpes     |
| BB 22395Mux  | 28 janvier 1986   | /                 | En Voyage        | SRA | Neuilly-Plaisance (24 octobre 1987)    | TER Rhône-Alpes     |
| BB 22396Mux  | 30 janvier 1986   | 22 novembre 2024  | En Voyage        | /   | Baie de Somme (30 avril 1988)          | /                   |
| BB 22397Mux  | 11 février 1986   | /                 | En Voyage        | SRA | Pagny-sur-Meuse (24 septembre 1988)    | TER Rhône-Alpes     |
| BB 22398Mux  | 11 mars 1986      | /                 | En Voyage        | SRA | Coudekerque-Branche (7 janvier 1989)   | TER Rhône-Alpes     |
| BB 22399     | 25 mars 1986      |                   | Infra            | SLI | Mormant (28 mai 1989)                  | Infra               |
| BB 22400Mux  | 27 mars 1986      | /                 | Grise/ En Voyage | SRA | Montigny-en-Ostrevent (4 mars 1989)    | TER Rhône-Alpes     |
| BB 22401     | 22 avril 1986     | 17 septembre 2019 | Béton            | /   | Moulins (11 mai 1990)                  | /                   |
| BB 22402Mux  | 24 avril 1986     | /                 | En Voyage        | SPC | Saint-Dié-des-Vosges (16 juin 1990)    | TER PACA            |
| BB 22403     | 22 mai 1986       | 5 mai 2022        | Infra            |     | Neuves-Maisons (5 mai 1990)            |                     |
| BB 22404Mux  | 10 juin 1986      | /                 | En Voyage        | SPC | Les Pavillons-sous-Bois (19 mai 1990)  | TER PACA            |
| BB 22405     | 9 juillet 1986    | 15 mai 2019       | Béton            |     | Villiers-sur-Marne (21 septembre 1991) | /                   |

- GBE = Garé bon état
- GRT = Garage avant radiation technique
- N-PdC = Nord-Pas de Calais
- BB22244 : Seule locomotive à avoir arboré la livrée « Carmillon » pendant une courte période.
- BB22275 : Seule locomotive arborant la livrée « Fret » qui n'est pas radiée.
- BB22287 : Seule locomotive roulant pour INFRA abordant une livré « Grise ».
- BB22347 : Dernière locomotive à avoir arboré la livrée « Corail + », arborant désormais une livrée Corail Ouigo.
- BB22379, 380, 399, 401, 403 et 405 : ont été transformés en TTU en 1993
- BB22400 : Seule locomotive arborant une livrée En Voyage avec tout le centre de la livrée en gris.
- BB22400, 402, 404 : ont été transformés en TU en 1993